# 昭和村 (群馬縣)
昭和村（日语：／ Shōwa mura */?）是群馬縣北部的一村，屬利根郡。

## 历史
- 1889年4月1日 町村制施行，北勢多郡中設立久呂保村・糸之瀨村。
- 1896年4月1日 北勢多郡編入利根郡，變為利根郡久呂保村・糸之瀨村。
- 1958年11月1日 久呂保村與糸之瀨村對等合併，昭和村成立。